# Sliven (tỉnh)
Sliven là một tỉnh ở miền trung Bulgaria. Thành phố chính của tỉnh này là Sliven, các đô thị khác là Kotel, Nova Zagora, và Tvarditsa.
Sliven nằm chân khối núi "Sinite Kamani" (Đá Xanh), gần các suối nước khoáng. Thị xã này nổi tiếng với mùa đông ôn hòa và mùa hè mát mẻ.
Công viên tự nhiên 'Sinite Kamani' nổi tiếng với các cảnh quan đá và sự đa dạng sinh học.

## Danh sách các đô thị
Tên địa danh gồm tên Latin hóa và tên gốc tiếng Bulgaria.

### Kotel
Đô thị bao gồm một thị xã, Kotel, và 25 làng:
Borintsi (Боринци) •
Bratan (Братан) •
Dabova (Дъбова) •Filarvàovo (Филаретово) •
Gradvàs (Градец) •
Jeravna (Жеравна) •
Kamenna (Каменна) •
Katounichte (Катунище) •
Kipilovo (Кипилово) •
Kotel (Котел) •
Malko selo (Малко село) •
Medven (Медвен) •
Mokren (Мокрен) •
Neïkovo (Нейково) •
Niska polyana (Ниска поляна) •
Orlovo (Орлово) •
Ostra mogila (Остра могила) •
Padarevo (Пъдарево) •
Ptitchari (Птичари) •
Sedlarevo (Седларево) •
Sokolartsi (Соколарци) •
Streltsi (Стрелци) •
Titcha (Тича) •
Topouzevo (Топузево) •
Varlichte (Върлище) •
Yablanovo (Ябланово)

### Nova Zagora
Đô thị bao gồm một thị xã Nova Zagora, và 33 làng:
Asenovvàs (Асеновец) •
Banya (Баня) •
Bogdanovo (Богданово) •
Bryastovo (Брястово) •
Byal kladenvàs (Бял кладенец) •
Dyadovo (Дядово) •
Elenovo (Еленово) •
Ezero (Езеро) •
Grafitovo (Графитово) •
Kamenovo (Каменово) •
Karanovo (Караново) •
Konyovo (Коньово) •
Korten (Кортен) •
Kriva kroucha (Крива круша) •
Lyoubenvàs (Любенец) •
Lyoubenova makhala (Любенова махала) •
Mlekarevo (Млекарево) •
Naoutchene (Научене) •
Nova Zagora (Нова Загора) •
Novoselvàs (Новоселец) •
Omartchevo (Омарчево) •
Pvà mogili (Пет могили) •
Pitovo (Питово) •
Polsko Padarevo (Полско Пъдарево) •
Prokhorovo (Прохорово) •
Radvàski (Радецки) •
Radevo (Радево) •
Sabrano (Събрано) •
Sadievo (Съдиево) •
Sadiïsko pole (Съдийско поле) •
Sokol (Сокол) •
Stoil voïvoda (Стоил войвода) •
Tsenino (Ценино) •
Zagortsi (Загорци)

### Sliven
Đô thị Sliven bao gồm deux thị xã – Sliven và Kermen –, và 47 làng:
Bikovo (Биково) •
Bilo (Било) •
Binkos (Бинкос) •
Blatvàs (Блатец) •
Bojevtsi (Божевци) •
Bozadjii (Бозаджии) •
Byala (Бяла) •
Dragodanovo (Драгоданово) •
Gavrailovo (Гавраилово) •
Gergevvàs (Гергевец) •
Glouchnik (Глушник) •
Gloufichevo (Глуфишево) •
Golyamo Tchotchoveni (Голямо Чочовени) •
Gorno Aleksandrovo (Горно Александрово) •
Gradsko (Градско) •
Itchera (Ичера) •
Izgrev (Изгрев) •
Jelyou voïvoda (Желю войвода) •
Kaloyanovo (Калояново) •
Kamen (Камен) •
Kermen (Кермен) •
Kovatchite (Ковачите) •
Kozin dol (Козин дол) •
Krouchare (Крушаре) •
Malko Tchotchoveni (Малко Чочовени) •
Masarlii (Мъсърлии) •
Mvàchkarevo (Мечкарево) •
Mladovo (Младово) •
Nikolaevo (Николаево) •
Novatchevo (Новачево) •
Panarvàovtsi (Панаретовци) •
Rakovo (Раково) •
Ratchenitsa (Ръченица) •
Samouilovo (Самуилово) •
Seliminovo (Селиминово) •
Skobelevo (Скобелево) •
Sliven (Сливен) •
Sotirya (Сотиря) •
Sredorek (Средорек) •
Stara reka (Стара река) •
Staro selo (Старо село) •
Stroupvàs (Струпец) •
Tchintoulovo (Чинтулово) •
Tchokoba (Чокоба) •
Topoltchane (Тополчане) •
Trapoklovo (Трапоклово) •
Vaglen (Въглен) •
Zaïtchari (Зайчари) •
Zlati voïvoda (Злати войвода)

### Tvarditsa
Đô thị Tvarditsa bao gồm trois thị xã – Tvarditsa, Chivatchevo và Orizari –, và 7 làng:
Bliznvàs (Близнец) •
Borov dol (Боров дол) •
Byala palanka (Бяла паланка) •
Chivatchevo (Шивачево) •
Jalt bryag (Жълт бряг) •
Orizari (Оризари) •
Sborichte (Сборище) •
Sartsevo (Сърцево) •
Tchervenakovo (Червенаково) •
Tvarditsa (Твърдица)